# Long Phú, Cần Thơ
Long Phú là một xã thuộc thành phố Cần Thơ, Việt Nam.

## Địa lý
Xã Long Phú có vị trí địa lý:
- Phía đông giáp xã An Thạnh và xã Cù Lao Dung qua sông Hậu
- Phía tây giáp xã Tài Văn
- Phía nam giáp xã Liêu Tú và xã Trần Đề
- Phía bắc giáp xã Đại Ngãi và xã Tân Thạnh.

Xã Long Phú có diện tích 76,77 km², dân số năm 2024 là 39.763 người, mật độ dân số đạt 517 người/km².

## Lịch sử
Ngày 20 tháng 9 năm 1975, Bộ Chính trị ban hành Nghị quyết số 245-NQ/TW về việc hợp nhất tỉnh Cần Thơ (ngoại trừ huyện Thốt Nốt), tỉnh Sóc Trăng, tỉnh Trà Vinh, tỉnh Vĩnh Long thành một tỉnh, tên gọi tỉnh mới cùng với nơi đặt tỉnh lỵ sẽ do địa phương đề nghị lên.
Ngày 20 tháng 12 năm 1975, Bộ Chính trị ban hành Nghị quyết số 19/NQ về việc hợp nhất tỉnh Cần Thơ (bao gồm cả huyện Thốt Nốt của tỉnh Long Xuyên), tỉnh Sóc Trăng thành một tỉnh mới, tên gọi tỉnh mới cùng với nơi đặt tỉnh lỵ sẽ do địa phương đề nghị lên.
Ngày 24 tháng 2 năm 1976, Chính phủ Cách mạng lâm thời Cộng hòa miền Nam Việt Nam ban hành Nghị định số 3/NQ/1976 về việc hợp nhất tỉnh Cần Thơ, tỉnh Sóc Trăng và thành phố Cần Thơ thành một tỉnh mới, lấy tên là tỉnh Hậu Giang.
Ngày 26 tháng 12 năm 1991, Quốc hội ban hành Nghị quyết về việc chia tỉnh Hậu Giang thành tỉnh Cần Thơ và tỉnh Sóc Trăng.
Ngày 11 tháng 1 năm 2002, Chính phủ ban hành Nghị định số 04/2002/NĐ-CP về việc:
- Thành lập huyện Cù Lao Dung thuộc tỉnh Sóc Trăng.
- Thị trấn Long Phú và xã Long Phú thuộc huyện Long Phú.

Ngày 26 tháng 11 năm 2003, Quốc hội ban hành Nghị quyết số 22/2003/QH11 về việc chia tỉnh Cần Thơ thành thành phố Cần Thơ trực thuộc trung ương và tỉnh Hậu Giang.
Ngày 23 tháng 12 năm 2009, Chính phủ ban hành Nghị quyết số 64/NQ-CP về việc:
- Thành lập huyện Trần Đề thuộc tỉnh Sóc Trăng.
- Thị trấn Long Phú và xã Long Phú thuộc huyện Long Phú.

Tính đến ngày 31/12/2024:
- Thị trấn Long Phú có 8 ấp: 1, 2, 3, 4, 5, Khoan Tang, Sóc Mới, Tân Lập.
- Xã Long Phú có 9 ấp: Bưng Long, Bưng Thum, Kinh Ngang, Mười Chiến, Nước Mặn 1, Nước Mặn 2, Phú Đức, Sóc Mới, Tân Lập.

Ngày 12 tháng 6 năm 2025, Quốc hội ban hành Nghị quyết số 202/2025/QH15 về việc sắp xếp đơn vị hành chính cấp tỉnh (nghị quyết có hiệu lực từ ngày 12 tháng 6 năm 2025). Theo đó, sáp nhập tỉnh Hậu Giang và tỉnh Sóc Trăng vào thành phố Cần Thơ.
Ngày 16 tháng 6 năm 2025, Ủy ban Thường vụ Quốc hội ban hành Nghị quyết số 1668/NQ-UBTVQH15 về việc sắp xếp các đơn vị hành chính cấp xã của thành phố Cần Thơ năm 2025 (nghị quyết có hiệu lực từ ngày 16 tháng 6 năm 2025). Theo đó, sáp nhập toàn bộ 26,69 km² diện tích tự nhiên, quy mô dân số là 18.803 người của thị trấn Long Phú vào toàn bộ 50,09 km² diện tích tự nhiên, quy mô dân số là 20.960 người của xã Long Phú thuộc huyện Long Phú, tỉnh Sóc Trăng.
Xã Long Phú có 76,77 km² diện tích tự nhiên và quy mô dân số là 39.763 người.